# Félix Scalais
Félix Scalais, né le 6 décembre 1904 à Burdinne (Belgique) où il est mort le 17 août 1967, est un prêtre missionnaire scheutiste, vicaire apostolique, puis premier archevêque de Léopoldville (Kinshasa) de 1959 à 1964. 

## Biographie
Missionnaire scheutiste, Félix Scalais est ordonné prêtre le 17 août 1930. Le 29 juin 1953, il est nommé vicaire apostolique de Léopoldville, alors la capitale du Congo belge et évêque titulaire de Casius (de). Quelques mois plus tard, le 21 septembre 1953 il est consacré évêque par le cardinal Van Roey, archevêque de Malines. C'est lui qui ordonnera prêtre le jeune Joseph-Albert Malula. 
Lorsque la structure hiérarchique de l'Église catholique est érigée au Congo le 10 novembre 1959 - quelques mois avant indépendance du pays - Mgr Scalais devient le premier archevêque de Léopoldville. Il vit la difficile transition de la période coloniale belge à la république indépendante du Congo (30 juin 1960).
Quatre ans après l’indépendance, Mgr Scalais estime que les temps sont mûrs pour passer la main à un évêque congolais. Il démissionne le 7 juillet 1964, alors qu’il n’a que 60 ans. Joseph-Albert Malula (qu'il avait ordonné prêtre) le remplace à Léopoldville. Mgr Scalais est nommé par Paul VI archevêque in partibus d'Aquae-en-Numidie (de) et il rentre en Belgique pour rendre service à son diocèse d'origine. Bien que démissionnaire il participe aux quatre sessions du concile Vatican II: 1962 à 1965.
En mauvaise santé Mgr Félix meurt dans son village natal de Burdinne quelques années après son retour en Belgique, le 17 août 1967.